# 1670년
1670년은 수요일로 시작하는 평년이다.

## 연호
- 동녕(東寧) 영력(永曆) 24년
- 청(淸) 강희(康熙) 9년
- 일본(日本) 간분(寛文) 10년
- 후 레 왕조(後黎朝) 까인찌(景治) 8년
- 막 왕조(莫朝) 투언득(順德) 33년

## 기년
- 동녕(東寧) 연평문왕(延平文王) 8년
- 류큐(琉球) 쇼테이왕(尚貞王) 2년
- 청(淸) 성조 강희제(聖祖 康熙帝) 9년
- 조선(朝鮮) 현종(顯宗) 11년
- 후 레 왕조(後黎朝) 현종(玄宗) 8년

## 사건
- 4월 29일 - 교황 클레멘스 10세, 239대 로마 교황 취임.
- 경신 대기근 - 조선에서 향후 2년 동안 온갖 자연재해가 한꺼번에 일어나 15만의 인구가 굶어죽는 대참사가 발생한다.

## 탄생
- 3월 21일 - 이치노세키 번의 2대 번주 다무라 노부아키.
- 8월 21일 - 영국 귀족 출신의 프랑스 원수 제1대 베릭 공작 1세 제임스 피츠제임스. (~1734년)
- 12월 17일 - 숙종의 후궁이자 영조의 모친 숙빈 최씨. (~1718년)
- 11월 15일 - 영국의 경제학자 버나드 맨더빌. (~1733년)

### 미상
- 조선의 문신 김춘택. (~1717년)